# Anita Leeman Torres
Anita Leeman Torres (31 de mayo de 1983. San Pedro Sula, Honduras) es una actriz, productora y directora de casting hondureña nacionalizada estadounidense. Falleció el 6 de agosto de 2023.
Su madre nació en Honduras, su padre nació en Canadá y es descendiente de ucranianos.

## Filmografía

### Televisión
| Año  | Título                                   | Papel       | Notas                              |
| ---- | ---------------------------------------- | ----------- | ---------------------------------- |
| 2007 | Devils                                   | Voz         | Corto.                             |
| 2008 | Divas of Novella                         | Dealer      | Película para televisión.          |
| 2010 | Amorosa                                  | Chloe       | Corto.                             |
| 2012 | The Q&A Show                             | Ella misma  | Un episodio.                       |
| 2012 | Big Time Rush                            | Girlbot     | Un episodio.                       |
| 2013 | Guides                                   | Kerry       | Un episodio.                       |
| 2013 | The Things We Left Behind                | Sarah       | Corto.                             |
| 2014 | The Traveling Habits of Love             | Luci        | Corto.                             |
| 2014 | Sequoia National Forest: Lucas Spielberg |             | Corto.                             |
| 2014 | Just Messin' Witcha                      | Jaymee      | Productora.                        |
| 2014 | My Crazy Ex                              | Erin        |                                    |
| 2015 | Off the Cuff                             | Ella misma. | Productora y directora de casting. |
| 2016 | Prettyface                               | Leslie      | Corto.                             |
| 2016 | Altered Reality                          | Aja         | Documental.                        |
| 2016 | Something Blue                           | Jill        | Corto.                             |
| 2017 | Mirrored                                 | Kate Kraten | Corto.                             |
| 2017 | Safe Harbor                              | Cheryl      | Corto.                             |
| 2017 | Hollywood Vampire                        | Hannah Beth | Un episodio.                       |
| 2018 | First Person                             | Esposa      | Corto.                             |
| 2019 | The Good, the Bad, and the Bloody        | Ella misma. | Documental.                        |

### Cine
| Año  | Título                      | Papel                    |  |
| ---- | --------------------------- | ------------------------ |  |
| 2001 | The Hot Karl                | Pickles                  |  |
| 2007 | Small Tank                  | Vanesaa                  |  |
| 2008 | Road to Hell                | Ellen                    |  |
| 2009 | A Way with Murder           | Presentadora de noticias |  |
| 2009 | Diamond Dawgs               | Valerie                  |  |
| 2009 | Chloe and Keith's Wedding   | Rodie                    |  |
| 2012 | Devils Inside               | Neeter                   |  |
| 2014 | Cry of the Butterfly        | Chica                    |  |
| 2015 | Hit Team                    | Cynthia                  |  |
| 2015 | Fun Size Horror: Volume One | Amelia                   |  |
| 2016 | Bloody Bobby                | Madison Gellar           |  |
| 2018 | Lost Fare                   | Wanda                    |  |
| 2018 | Speed Kills                 | Millie                   |  |
| 2018 | After We Leave              |                          |  |
| 2019 | 11th Hour Cleaning          |                          |  |